# Paecilomyces borysthenicus
Paecilomyces borysthenicus är en svampart som beskrevs av B.A. Borisov & Tarasov 1997. Paecilomyces borysthenicus ingår i släktet Paecilomyces och familjen Trichocomaceae.   Inga underarter finns listade i Catalogue of Life.